# Anticheta brevipennis
Anticheta brevipennis – gatunek muchówki z rodziny smętkowatych.
Gatunek ten opisany został w 1846 roku przez Johana Wilhelma Zetterstedta jako Sciomyza brevipennis.
Muchówka o ciele długości od 3,5 do 5 mm, ubarwionym czarno-żółto. Głowa jej odznacza się bardzo wąskimi policzkami oraz szeroką, błyszcząco czarną, zaopatrzoną w rowek pręgą pośrodku czoła. Czułki są pomarańczowe z brązową aristą, porośniętą włoskami o długości wynoszącej co najwyżej połowę szerokości trzeciego członu. W chetotaksji charakterystyczna jest obecność tylko 1 pary szczecinek orbitalnych, 1 pary szczecinek zaskrzydłowych oraz brak 
przedszwowych i przednich szczecinek śródplecowych. Ciemny tułów ma żółte, na dole białawo oprószone boki. Brązowo przydymione skrzydła mają od 2,2 do 3,2 mm długości. Odnóża są głównie żółte, ale przednia ich para ma czarną część środkową i białe dwa ostatnie człony stóp.
Owady dorosłe są aktywne od lipca do sierpnia. Spotyka się je na skrajach lasów, bagien i zbiorników wodnych, gdzie przebywają wśród zacienionych ziołorośli. Larwy żerują na jajach ślimaków płucodysznych np. błotniarek i bursztynek. Zimowanie odbywa się w stadium poczwarki.
Owad znany z Irlandii, Wielkiej Brytanii, Francji, Belgii, Holandii, Norwegii, Szwecji, Finlandii, Danii, Niemiec, Szwajcarii, Polski, Czech, Słowacji, Estonii, Litwy, północnoeuropejskiej Rosji i wschodniej Palearktyki.